# 齊民要術

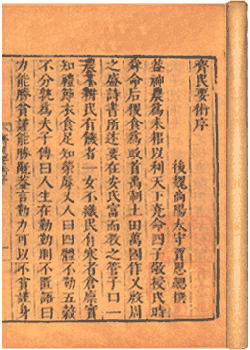
《齊民要術》

《齊民要術》是中國保存得最完整的一本古代農牧情況的巨著，由北魏官員贾思勰所著，成書於東魏武定二年（544年），另一說為533年至544之間。收錄公元6世纪时中國黃河流域下游地區的農藝、園藝、造林、蠶桑、畜牧、獸醫、配種、釀造、烹飪、儲備，以及治荒的技术。書中正文分成10卷，92篇，援引古籍近200種，所引《氾勝之書》、《四民月令》等現已失傳的漢晉重要農書，後人只能從此書了解當時的農業運作。
該書自出版後，長期受中國歷朝政府重視，傳遍海外後亦被常成為研究古物種變化的經典，達爾文研究進化論時，在他的《物種起源》一書中曾參考一部「中國古代百科全書」，此書正是《齊民要術》。在四庫全書中為子部農家類。

## 背景
《齊民要術》作者為東魏（534-550）賈思勰，是齊郡益都县（今山東壽光）人，記述黃河流域下游地區，即今山西東南部、河北中南部、河南東北部和山東中北部的農業生產，蓋述農、林、牧、漁、副等部門的生產技術知識。
賈思勰青年時代，正值北魏孝文帝所倡孝文漢化運動的高峰，朝廷議政以農為首，督辦農業，違者免官。太和九年（485年）又實行均田制，把無主荒地分給無地或少地農民耕種，規定種植五穀和瓜果蔬菜，植樹造林。
自東漢後的200年間，各地戰火頻起，農業生產受到破壞，但農業技術並未中輟。魏晉時期，人字耙和無齒耙開始出現，形成「耕-耙-磨」結合的耕作技術，加強旱地防旱的技術，北魏時又積累了一整套針對不同季節的「耕-耙-磨」經驗。
在此中背景下形成的《齊民要術》，初以手抄本傳播，除了詳細記錄農業，亦抨擊商賈漠視民生，「買賤鬻貴」（平買貴賣），但書中對市場有助貨物流通、減少荒災的作用非常重視，該文資料或為後人所加。《齊民要術》推崇耿壽昌之常平倉、桑弘羊之均输法皆為「益國利民，不朽之術」。
自《齊民要術》推出後，引起歷代政府重視，北宋時期的官刊善本不易看到，有「非朝廷人不可得」之說。明代王廷相（1474-1594年）稱它為「惠民之政，訓農裕國之術」，唐、宋以來出現不少農書，無不以它為範本，其中，元《農桑輯要》、王禎《王禎農書》、明代徐光啟《農政全書》、清《授時通考》均受其影響。
約19世紀傳到歐洲，英國學者達爾文（1809年 - 1882年）在其名著《物種起源》和《動物和植物在家養下的變異》曾提及參閱了「一部中國古代百科全書」，並援引有關事例作為進化論的佐證，而此書正是《齊民要術》。該書於唐末時傳入日本，至今日本京都国立博物馆還藏有北宋最早刊印的殘本（现存卷五、卷八及卷一的残页）。

## 內容
《齊民要術》主要记述北朝時期的生產活動。如序文所言
今采袀经传，爰爱歌谣，询之老成，验之行事，起自農耕，終於醯醢，資生之業，靡不畢書
。書中舉凡五穀、瓜果、蔬菜、樹木的栽培，牲畜、家禽、養魚，酒、醬、醋、豉脯、羹、臛（肉羹）、葅（泡菜）、餅、飯、飴、糖等的製作，以及煮膠、造墨的方法等，均有論述，其中许多技术，不见以前的农书或文献。
- 卷一：耕田、收種、種穀各1篇；
- 卷二：穀類、豆、麥、麻、稻、瓜、瓠、芋等13篇；
- 卷三：種葵（蔬菜）、蔓菁等12篇；
- 卷四：園籬、栽樹（園藝）各1篇，棗、桃、李等果樹栽培12篇；
- 卷五：栽桑養蠶1篇，榆、白楊、竹以及染料作物10篇、伐木1篇；
- 卷六：畜、禽及養魚6篇；
- 卷七：貨殖、塗甕各1篇（釀造）、釀酒4篇；
- 卷八、九：釀造醬、醋，乳酪、儲存22篇，煮膠、製墨各1篇；
- 卷十：非中國（指北魏以外）物產者1篇，記熱帶、亞熱帶植物100餘種，野生可食植物60餘種。

書中每一章節，由篇題、正文和經傳文獻組成。篇題援引歷史文獻，備有有註文，述說異名、別名、品種、地方名產、物種來源及其性狀特徵；該書亦有作者親身驗證的經驗，如書中指濟州以西（今魯西）的長轅犁不及齊人的尉犁「柔便」；蠶繭用鹽殺蛹法比曝曬為好。
在此書之前，《呂氏春秋·上農》等四篇，對農學有所專述，但主要講述栽培。西漢《汜勝之書》存者不過3000餘字，但內容只記有種植業。《四民月令》雖已涉及農、林、牧、副，卻略於技術而重於農事之安排。

## 版本
《齊民要術》歷來版本眾多，除了原作外，一般相信雜記內容由後人摻入，現存版本則有
- 北宋崇文院刻本，孤本残卷现存日本，有杨守敬影描本，存北京中国农业科学院图书馆。1914年罗振玉将杨守敬影描本以珂罗版印行。
- 北宋崇文院刻本的日本抄本，藏日本金泽文库。
- 南宋張轔刻本，已失。
- 南宋本張轔刻本的明代抄本，十卷完整、无缺页错页；1922年商务印书馆《四部丛刊》收入此版的影印本。
- 南宋本張轔刻本的元代刻本、明代馬直卿刻本、明末胡震亨——毛晉刻本、清代張海鵬刻本、清末袁昶刻本（漸西村舍本）、日本山田羅谷刻本及仁科幹復刻本、日本金澤文庫舊抄卷子本。

注釋現有石聲漢《齊民要術今釋》、繆啟愉《齊民要術译注》等。
《四库全书》和《四库全书荟要》均收录《齊民要術》。

### 引用
1. ↑  《齊民要術/自序》 （页面存档备份，存于）。
2. ↑  《齊民要術/後序》 （页面存档备份，存于），葛祐之在序文中提到，當時天聖中所刊的崇文院板本（版本）不是尋常人可見，藉以稱頌張轔能刊行於州治，「使天下之人皆知務農重穀之道」。
3. ↑  Darwin, Charles.  Revised. New York: D. Appleton and Company. 1861: 37.
4. ↑  . Nature Plants. 2017-02-07, 3 (2): 1–1  [2023-11-28]. ISSN 2055-0278. doi:10.1038/nplants.2017.6 . （原始内容存档于2023-10-30） （英语）.
5. ↑  .   [2020-10-12]. （原始内容存档于2020-10-15）.
6. ↑  《齐民要术·前言》第9页

## 研究書目
- 石聲漢：《石聲漢農史論文集》（北京：中華書局，2008）。

## 延伸阅读
[在维基数据编辑]
 在维基文库阅读本作品原文（ 在维基共享资源阅览影像）
 《齊民要術 (四庫全書本)》
 《齊民要術 (四部叢刊本)》

## 外部連結
- 食品政治
- 《齊民要術》簡介
- 從《齊民要術》看古生物學[永久]
- 中國大百科智慧藏[永久]